# Doublage
Cet article concerne la technique audiovisuelle. Pour les autres sens, voir Doublage (homonymie).
 (mai 2024).
 (mai 2024).

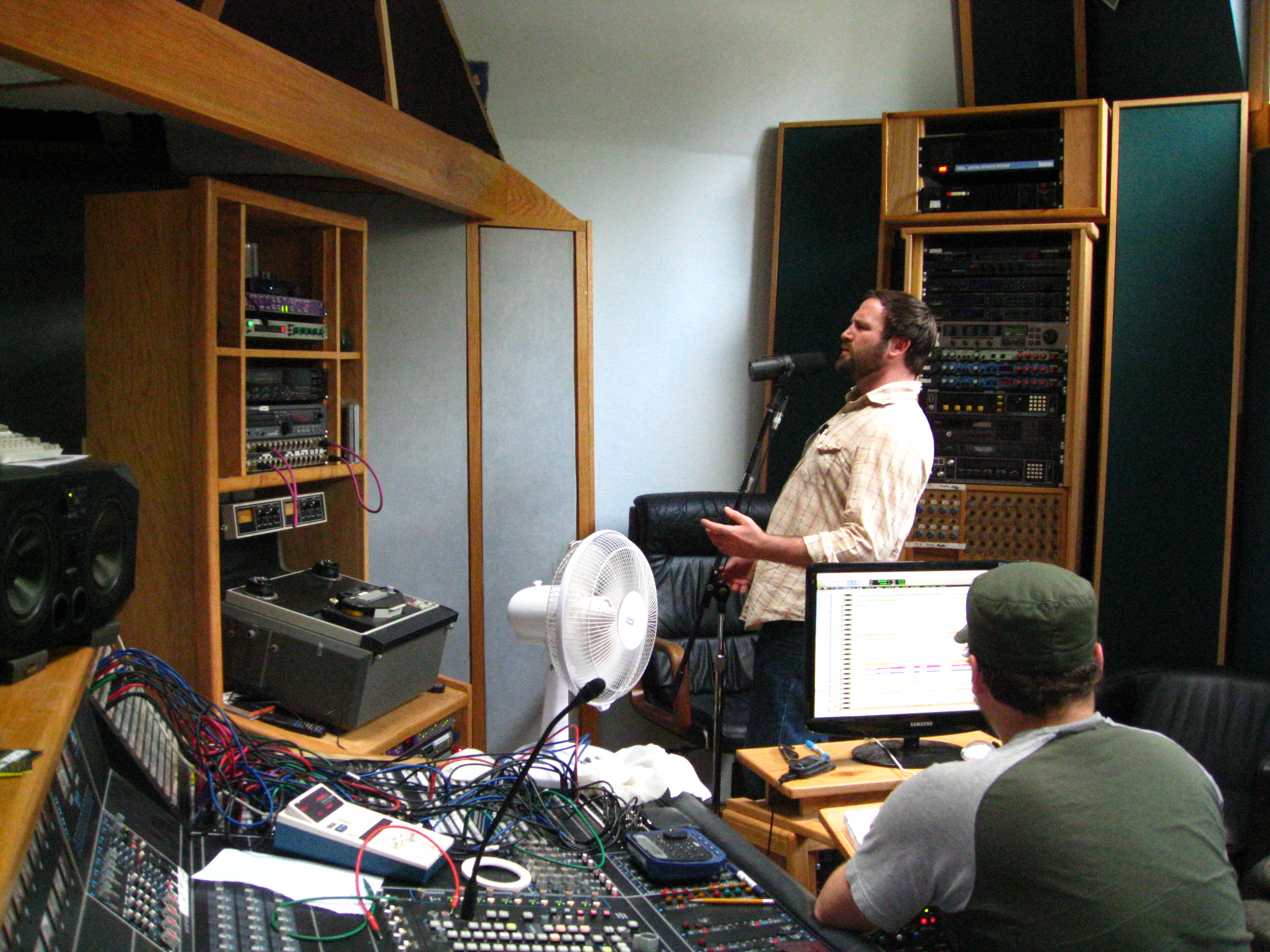
Un acteur de doublage lors d'un enregistrement.

Le doublage désigne le remplacement de la langue originale d'une œuvre audiovisuelle (film, série, etc.) par une langue parlée dans les régions géographiques où cette œuvre est diffusée. Le doublage peut également consister à remplacer, partiellement ou totalement, la voix d'un acteur par celle d'un autre, dans la langue de d'origine de l'œuvre, pour des raisons artistiques ou autres.
Par extension, le terme « doublage » peut également désigner la postsynchronisation, technique par laquelle les comédiens enregistrent en studio des dialogues qui n'ont pas pu être captés en direct pour des raisons techniques ou artistiques,. Par convention, on utilise également le terme « doublage » pour désigner les prestations vocales enregistrées avant le tournage, notamment dans le domaine de l'animation ou du jeu vidéo. Toutefois, le terme le plus approprié pour ces prestations est « création de voix ».
Le doublage en français est principalement réalisé en France, en Belgique et au Québec. La plupart des œuvres audiovisuelles diffusées en France sont aujourd'hui proposées à la fois doublées et sous-titrées[réf. souhaitée]. Elles sont majoritairement diffusées en VF (« version française »), mais souvent également disponibles en VOSTFR (« version originale sous-titrée en français »), selon les supports. Au cinéma, les copies en VOST sont surtout disponibles dans les grandes villes. À la télévision, la VM (« version multilingue »), diffusant simultanément la VF et la VOST (« version originale sous-titrée ») sur deux canaux audio distincts, tend à se généraliser avec la télévision numérique. Cependant, certaines œuvres ne sont diffusées qu'en VOST.
Dans plusieurs pays, comme l'Italie, l'Espagne ou l'Allemagne, les productions étrangères sont couramment diffusées en version doublée. En revanche, dans des pays comme les Pays-Bas, la Belgique néerlandophone, le Portugal ou la Suède, les films sont, à l'exception des productions destinées aux enfants, généralement diffusés en version originale sous-titrée.

## L'histoire du doublage et son invention

### Origines et mise en place
La technique du doublage est apparue dès les débuts du cinéma parlant, les producteurs se trouvant confrontés à la barrière de la langue lors de l'exploitation de leurs films à l'étranger. Avec les films muets, il suffisait jusqu'alors de remplacer les intertitres dans les copies destinées à l'international.
Il est imaginé dans un premier temps de procéder à autant de tournages simultanés que nécessaires, généralement avec la même équipe technique : une fois une scène tournée, les acteurs cèdent la place dans le même décor aux acteurs d'une autre langue. On peut ainsi compter, en 1930, jusqu'à huit versions linguistiques simultanées pour Secret professionnel (The Doctor's Secret) de William C. de Mille et sept pour Sarah et son fils (Sarah and Son) de Dorothy Arzner. Mais ce processus s'avère rapidement trop onéreux.
De plus, lorsque la notoriété de la vedette dépasse les frontières, il est impossible de la remplacer. Laurel et Hardy doivent ainsi, dans leurs premiers films parlants, apprendre phonétiquement leur texte dans plusieurs langues. Par la suite, leurs accents furent conservés dans les versions françaises de leurs films doublés. Mais le résultat est souvent loin d'être satisfaisant en matière d'intelligibilité.
Confronté à ce problème sur le tournage de Chantage (1929), Alfred Hitchcock imagine une solution audacieuse pour faire de son film le premier long métrage parlant britannique. Son actrice principale, Anny Ondra, étant en effet dotée d'un fort accent slave — les acteurs du cinéma muet étant jusqu'alors engagés pour leur physique, peu importait leur voix —, Hitchcock demande à une actrice anglophone, Joan Barry (en), de réciter depuis la cabine son les dialogues qu'Ondra mime devant la caméra. 
Les doublages francophones sont réalisés, à l'origine, exclusivement en France, d'abord à la manière traditionnelle des pièces radiophoniques par des acteurs souvent venus du théâtre. Il se développe fortement sous le régime de Vichy, l'agrément n'étant accordé par le Comité d'organisation de l'industrie cinématographique qu'aux films doublés, avant de se généraliser via la télévision. Le procédé de la bande rythmographique (plus communément appelée « bande rythmo ») est mis au point en 1949 à l'auditorium MGM de Paris. Mais depuis la fin des années 1980, le Québec a progressivement développé ses propres structures, d'abord en québécois, puis en « français international ». Ainsi, de nombreux doublages français à destination des DVD zone 1 sont aujourd'hui réalisés au Québec, quand ils ne sont pas d'origine. Depuis les années 2000, de nombreux doublages à destination de l'Europe sont réalisés également en Belgique.
La mention systématique des noms des comédiens assurant le doublage au générique (« carton de doublage ») est devenue obligatoire depuis 1995, année où une grève fut organisée afin que leur soit accordée une plus grande reconnaissance, notamment au travers du paiement de droits de rediffusion (convention DADR). De même, les noms des adaptateurs des dialogues de la version française et des directeurs artistiques, s'ils sont cités depuis longtemps dans le générique des longs métrages sortant en salles, le sont désormais également à la télévision.

### Les doublages ancrés dans la production d'une œuvre
| James Earl Jones et David Prowse, les deux « facettes » de Dark Vador. |

Le remplacement d'une voix par une autre devient dès lors non seulement un outil commercial mais aussi artistique permettant au réalisateur de donner vie aux personnages sans contrainte physique. Ainsi, dans la série des Fantômas, Jean Marais joue le rôle de Fantômas mais c'est Raymond Pellegrin qui lui prête sa voix. De même, la voix de Dark Vador dans la franchise de science fiction Star Wars est celle de James Earl Jones et non celle de l'acteur présent dans le costume du personnage, David Prowse. La saga Star Wars a souvent utilisé ce procédé d'ailleurs, comme dans L'Empire contre-attaque où Boba Fett est incarné par Jeremy Bulloch, alors que c'est Jason Wingreen qui lui prête sa voix. Dark Maul est incarné par Ray Park, mais sa voix est celle de Peter Serafinowicz dans La Menace fantôme et celle de Sam Witwer dans Solo,.

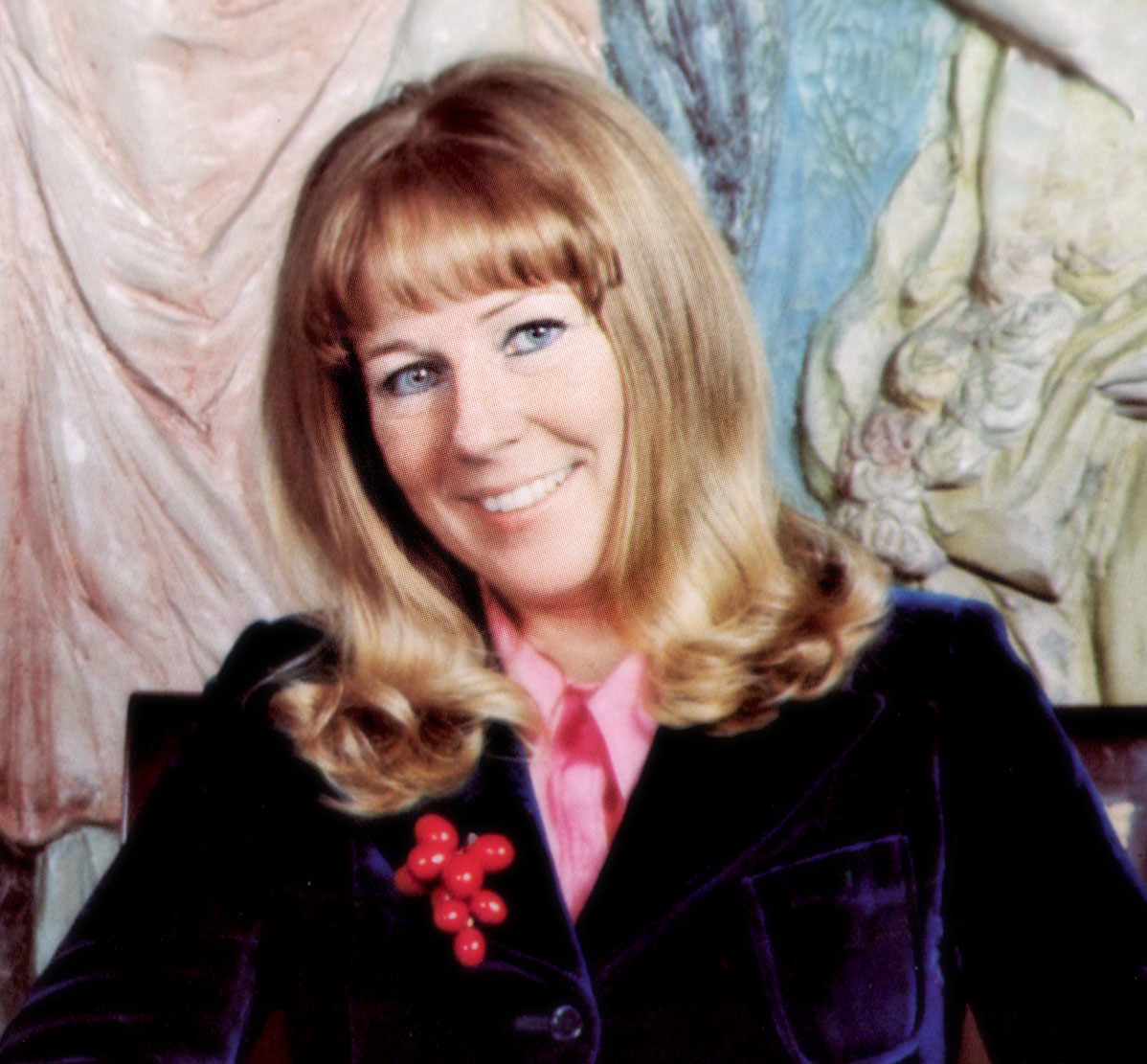
Dans le film musical Les Parapluies de Cherbourg (1964), les scènes chantées de Catherine Deneuve sont doublées par Danielle Licari.

Dans les films musicaux, certains acteurs sont doublés par des chanteurs, même lorsqu'ils ont une formation musicale. Ainsi Marni Nixon doubla pour le chant Deborah Kerr dans Le Roi et moi, Natalie Wood dans West Side Story et Audrey Hepburn dans My Fair Lady.
Les scénaristes Adolph Green et Betty Comden feront du cas du film Chantage (1929) l'un des principaux éléments scénaristiques du film Chantons sous la pluie (1952) dans lequel, lors du passage du cinéma muet au parlant, les producteurs imaginent de faire doubler la vedette du muet Jean Hagen – dont la voix, très vulgaire, est en décalage avec son image à l'écran – par une jeune débutante. 
Dans le cinéma italien, le courant du néoréalisme de l'immédiat après-guerre contribue à généraliser l'usage de la postsynchronisation (appelée par extension doublage), consistant à faire enregistrer les voix des personnages en studio après les prises de vues, par des comédiens qui ne sont pas forcément ceux d'origine. Adoptée pour des raisons à la fois économiques et techniques, la postsynchronisation continue ensuite d'être utilisée par le cinéma italien dans la quasi-totalité des cas. Un autre facteur contribuant à généraliser le doublage est la présence fréquente dans les films italiens, du fait du système des coproductions internationales, d'acteurs étrangers dont les voix doivent être remplacées par celles d'acteurs italiens. L'industrie audiovisuelle italienne, en dépit de toutes les avancées techniques dont elle a bénéficié, n'a adopté le son direct que partiellement et très tardivement.

### Impact sur les comédiens
En France, il a longtemps été d'usage de faire doubler, quand c'était possible, un même acteur par la même voix afin de ne pas désorienter le spectateur. Le corollaire est que l'acteur qui parvient à doubler une star montante s'assure quasiment une « rente de situation » pour l'avenir. Le comédien Dominique Paturel, notamment connu pour son doublage de l'acteur Larry Hagman dans la série Dallas, déclare à ce sujet « J’ai eu une chance formidable. Peut-être que, grâce au doublage, j’ai eu ce choix de pouvoir accepter ou refuser des projets de théâtre ou de télévision qui ne me convenaient pas. »
D'autres comédiens considèrent qu'ils ont un véritable impact sur le succès local d'un film et demandent une plus grande reconnaissance pécuniaire. C'est notamment le cas de Bruno Choël, la voix de Johnny Depp dans le film Pirates des Caraibes, qui a porté plainte contre Disney. En 1993, la comédienne Lucie Dolène gagne son procès historique envers Disney pour obtenir des droits sur l'utilisation de sa voix après la sortie en VHS du film d'animation Blanche-Neige et les Sept Nains.

### La censure
Suivant les pays, certaines œuvres connaissent une censure lors du doublage. C'est notamment le cas pour le doublage allemand du film RoboCop lors de sa diffusion télévisuelle. La même chose s'est produite en France avec la diffusion de plusieurs anime dans l'émission Club Dorothée durant les années 1980 et 1990. 
Ainsi, le doublage des anime de l'époque, comme celui de Ken le Survivant ou de Nicky Larson, est considéré comme « nanardesque », les comédiens de l'époque ont dû improviser toutes les lignes de dialogues à cause des restrictions du CSA,. 

### Les raisons d'un nouveau doublage
En France, de nombreux films antérieurs aux années 1960 ou des films ressortis en « version longue » après de nombreuses années ont fait l'objet de « redoublages » pour des raisons artistiques (les comédiens d'origine étaient décédés), techniques (masters trop abîmés) ou économiques, le coût d'un nouveau doublage étant moins cher que celui d'une remastérisation. Ainsi, Francis Lax, qui double en 1977 Harrison Ford dans la version cinéma du film La Guerre des étoiles, est remplacé en 1997 par Gabriel Le Doze le temps d'une nouvelle scène disponible dans l'Édition spéciale du film, la voix de Lax ayant vieilli avec les années.
Plus rare, afin de mieux correspondre à un territoire, la version originale d'une œuvre peut se voir être altérée. Ainsi, deux personnalités américaines qui prêtent leurs voix au film d'animation américain Shrek 2, ont été spécifiquement doublés par d'autres personnalités locales pour le marché britannique.

## Les différentes étapes

### Détection
Le « détecteur » a pour support de travail la bande rythmo, qui est une bande de film 35 mm cinéma, blanche ou transparente dépolie, qui sera par la suite utilisée par l’auteur et prendra alors le nom de « bande-mère ». La bande rythmo, entraînée en synchronisme avec l’image défile à une vitesse huit fois moins grande que celle de la bande image. Cette vitesse de défilement est requise pour qu’en studio les comédiens puissent la lire et jouer en donnant l’âme juste aux personnages qu’ils interprètent. Le travail de détection consiste à inscrire sur cette bande, au crayon de papier, les indications dont l’auteur aura besoin. Parmi ces indications figurent le texte (dans la langue originale du programme à adapter), les respirations, rires et réactions des comédiens, les signes de détection permettant le « lipsync » (synchronisme labial) du texte de la version française.
Ces « autres signes » sont d’une part des indications filmiques : un trait vertical pour un changement de plan, en diagonale pour les fondus enchaînés, etc. D’autre part, le détecteur doit indiquer (par un trait vertical barré d’une croix et associé à un numéro) les endroits où il estime qu’il doit y avoir un changement de boucle. Une « boucle » est une longueur de bande qui correspond au temps pendant lequel un comédien peut travailler sans s’interrompre : une minute en moyenne. Le détecteur numérote ces boucles, pour qu’à l’enregistrement, l’ingénieur du son puisse facilement passer d’un point à l’autre du film en se basant sur les numéros de boucles.
Les « signes de détection » sont inscrits juste au-dessus du texte, plus précisément au-dessus des lettres qu’ils concernent. Les signes de détection indiquent la présence d’une consonne labiale (B, P ou M), d’une semi-labiale (W, parfois R en anglais), d’une fricative (F, V), d’une voyelle arrondie (OU, O, U) qu'on appelle aussi « une avancée » du fait que la bouche du comédien est à ce moment un peu « en cul-de-poule » ou d’une voyelle ouverte (A, É, I) qu'on appelle aussi « une ouverture ». On appelle « battements » le nombre de mouvements compris dans une phrase et qui correspondent plus ou moins au nombre de syllabes. De petites flèches vers le haut ou vers le bas indiquent, en début et fin de phrase, si le comédien commence sa phrase bouche ouverte ou fermée. Des « mts », « tst » ou « pt » sont rajoutées pour marquer les petits bruits de bouche des comédiens, hors texte.
Le détecteur inscrit sur la bande le texte dit par les comédiens de la version originale. Cette bande synchronisée est mue par un défileur, à l’origine installé sur les tables de montage film 16 mm ou 35 mm. Avec la vidéo est apparu une table de doublage mise au point par l’ingénieur français Guy Desdames, pour synchroniser la bande-mère et la cassette vidéo, afin de pouvoir retranscrire les dialogues conformément à la vitesse à laquelle ils sont dits : écriture serrée si la personne parle vite, écriture étirée si elle parle lentement. Une fois la détection faite, on peut ainsi lire les dialogues « en place », au fur et à mesure qu'ils défilent sur une barre de référence appelée le Start, exactement en même temps qu’ils sont dits par les comédiens de la VO. Cette synchronisation permettra plus tard à l’adaptateur, s’il dispose d’une table, de vérifier si ses propres répliques sont en place.
En France, le détecteur est également chargé de rédiger le « croisillé » sous forme de tableau (au Québec, ce travail est effectué par une autre personne). C’est une source d’informations précieuses pour le directeur de plateau (voir plus bas), car y figurent le nombre et les noms des personnages, et leur importance en ce qui concerne le nombre de lignes de dialogues.

### Adaptation
« Parce qu'il y a tellement de nuances entre les langues, les doublages ne sont pas des traductions directes [...] et les auteurs qui font les adaptations de la langue sont, avec les acteurs, la plupart des héros méconnus du milieu. Il faut un sens très aigu de la linguistique pour pouvoir faire correspondre non seulement la signification, mais aussi le timing, »
— Daniel Brühl, acteur polyglotte qui se double dans plusieurs langues.
L’adaptateur est chargé de traduire le texte original sans en déformer le sens.
De solides connaissances dans la langue source (la langue du programme à adapter) sont donc nécessaires pour éviter de commettre des erreurs de compréhension. Une erreur enregistrée l’est souvent pour toujours. Car si un roman peut être réédité, avec d’éventuelles corrections, le doublage d’un programme audiovisuel l’est rarement, sauf parfois pour des éditions en DVD de films anciens.
Il est encore plus important d’avoir une excellente maîtrise de la langue cible, faute de quoi l'adaptation est peu imaginative, voire fautive, puisque basée sur un vocabulaire pauvre ou une grammaire approximative.
Si ces deux qualités sont nécessaires pour faire un bon traducteur, il est également nécessaire pour être adaptateur de posséder le sens du dialogue, qui fera que la version traduite sera fluide et inventive.
Une autre contrainte est le rythme propre à chaque langue. La langue anglaise étant par exemple beaucoup plus synthétique que la langue française, une des difficultés pour l'adaptateur est de respecter la longueur des dialogues d'origine afin que les personnages ne se coupent pas la parole, ne parlent pas en même temps ou ne commencent pas à répondre à une question avant que l'interlocuteur ait fini de la poser.
Les adaptations françaises sont parfois l'œuvre d'écrivains reconnus, comme André Maurois pour Noblesse oblige ou Raymond Queneau pour Certains l'aiment chaud. Luc Besson, quant à lui, écrit toujours lui-même les dialogues anglais et français de ses films tournés en anglais.

### Enregistrement et mixage

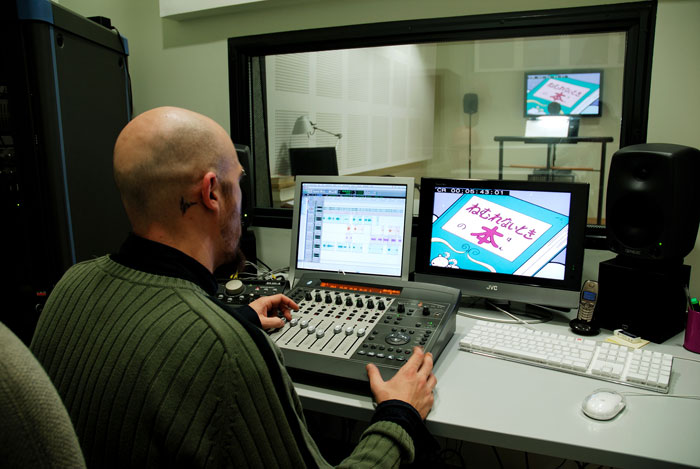
Intérieur d'un studio de doublage.

## Doublage ou sous-titrage?

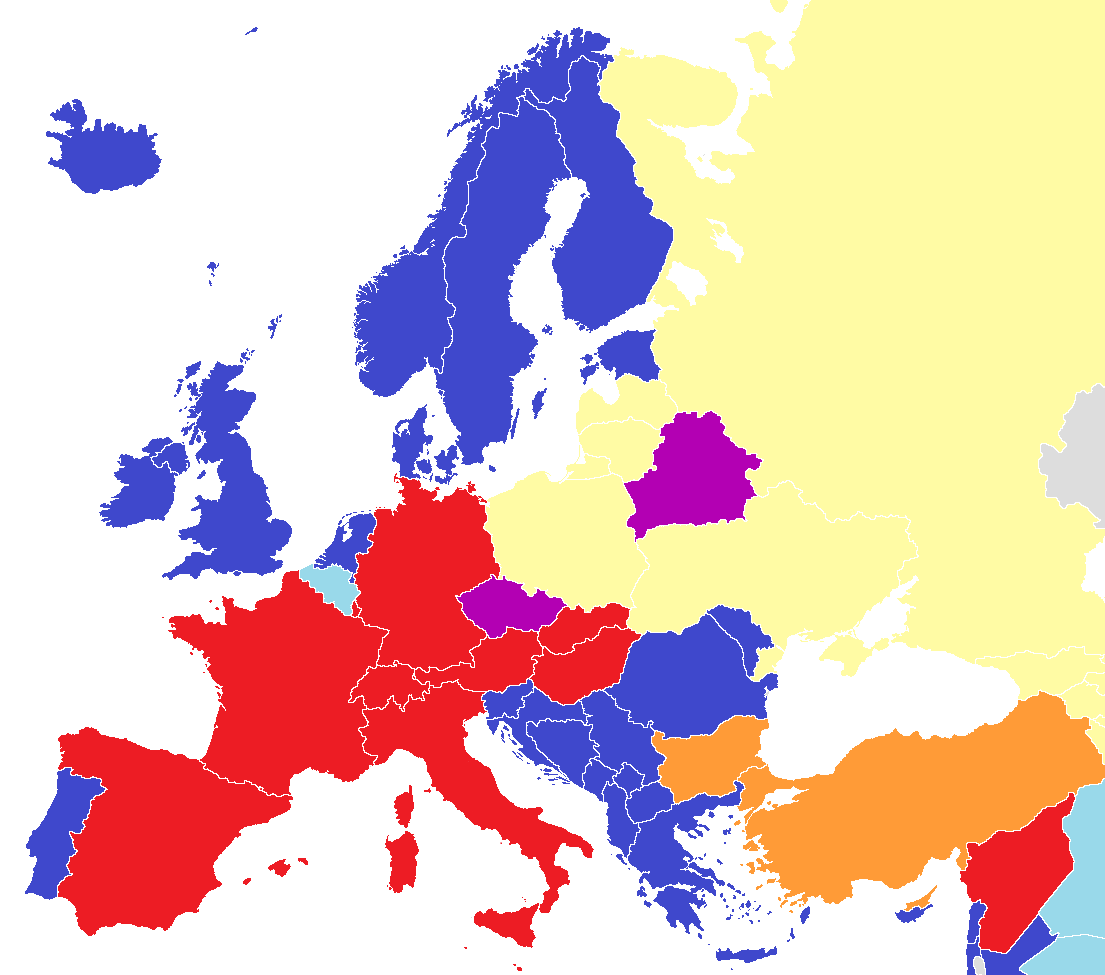
Pays utilisant le doublage uniquement pour les programmes pour enfants. Tous les autres programmes sont sous-titrés.
Zones mixtes : Pays utilisant à l'occasion le doublage, sinon les programmes sont sous-titrés.
Voice-over : Pays utilisant un ou quelques comédiens de doublage dont les voix sont superposées aux voix originales en fond sonore.
Doublage : Pays utilisant majoritairement ou exclusivement le doublage, qu'il s'agisse de films de cinéma ou de séries télévisées.
Pays produisant à l'occasion leurs propres versions doublées mais utilisant le plus souvent la version doublée d'autres pays dont la langue est similaire et que le public peut comprendre aisément (par exemple, la version arabe faite au Liban, en Égypte ou en Syrie est utilisée en Irak et en Arabie saoudite et dans le reste des pays arabes et la version tchèque ou hongroise en Slovaquie).

La question de savoir s'il est préférable de regarder un film étranger en version originale sous-titrée ou en version doublée est un sujet de débat récurrent parmi les cinéphiles. Chacune des solutions possède ses avantages et inconvénients propres.

### Sous-titrage
Le sous-titrage est apprécié des spectateurs qui veulent entendre les voix et les bruitages originaux, ou encore par ceux qui veulent s’habituer à entendre une langue étrangère pour mieux l’apprendre. Il permet d'avoir, la plupart du temps, une expérience plus proche de celle que le réalisateur souhaite faire vivre au spectateur.
Un inconvénient du sous-titrage est qu'il capte l’attention du spectateur. Pendant que ce dernier lit un sous-titre, aussi concis soit-il, il est moins attentif à la scène filmée.
Les textes des dialogues de doublage ne correspondent pas toujours exactement à ceux des sous-titres. Les contraintes de synchronisme d'une version française et les contraintes d'espace et de temps du sous-titrage n'étant pas les mêmes, cette différence entre les deux versions est inévitable. La langue écrite des sous-titres n'obéit pas aux mêmes règles que la langue orale du doublage. Les sous-titres font preuve d'une grammaire plus « correcte » mais sont aussi plus figés. Leur but est d'être limpides et efficaces. Vouloir « faire coller » les sous-titres au texte du doublage, ou l'inverse, est considéré par certains auteurs comme une hérésie. Chaque version (doublée ou sous-titrée) a son langage propre et s'adresse à un public différent. Si des spectateurs comparent les versions et observent de grandes différences, ils ne doivent pas perdre de vue les spécificités inhérentes à chaque méthode.
Cette différence prend parfois une tournure cocasse : dans un film britannique sur la vie du Marquis de Sade, ce dernier tient en français le bref dialogue suivant : « Merde ! – What do you say ? – Merde ! I said Merde ! ». Ce qui devient, pour des raisons de bienséance dans les sous-titres de la VO (« version originale ») : « M… ! – Que dites-vous ? – M… ! J'ai dit M… ! », bien que le mot soit prononcé dans la version doublée.

### Doublage
Le doublage permet de faire connaître une œuvre à tous les publics et pas seulement à une minorité de spécialistes. Le doublage permet également de s'ouvrir à d'autres cultures (américaine, anglaise, allemande, russe, chinoise, indienne, japonaise) et de les appréhender plus facilement et plus largement sans en connaître la langue d’origine.
Le texte prononcé peut également être moins littéral dans son adaptation par rapport au sous-titrage, car il doit être en synchronisation avec le mouvement des lèvres du comédien doublé,. Pour certaines œuvres violentes, certains doublages se voient censurés afin d'alléger le vocabulaire employés. Cela peut aussi survenir pour des raisons politiques ou commerciales (nécessité d'éviter de citer certaines marques, par exemple). 
Cependant, si le doublage permet à un public ne maîtrisant pas la langue originale de se plonger davantage dans l'œuvre, il arrive souvent que ce procédé soit critiqué. Ainsi en France, de grands noms du cinéma français critiquent ouvertement le doublage, comme Jean Renoir qui déclare dans les années 1930 : « Le doublage est une infamie. » Dans Les amoureux sont seuls au monde (1948), Louis Jouvet lance : « Un film doublé, c'est un film dont il manque la moitié. » Le comédien Jacques François déclare quelques décennies plus tard : « Le doublage devrait être passible de correctionnelle[réf. nécessaire]. » Du côté international, Alfred Hitchock le trouve cependant moins fatigant que les sous-titres : « Un film perd 15 % de sa force s’il est sous-titré et seulement 10 % s’il est bien doublé. »
En 1994, la cinéaste italienne Lina Wertmüller déclare quant à elle à Los Angeles : « Les Américains ont besoin d'être exposés aux produits et à la culture de l'Europe et des autres pays s'ils veulent préserver le caractère international de leurs propres films. (…) Je crois totalement au doublage. Les sous-titres ont un effet désastreux sur un film. Au lieu de vivre un film à travers les images, on est constamment interrompu par la lecture des sous-titres et on passe son temps à baisser et lever la tête, on perd tout le rythme de l'image. Naturellement, il y a des oreilles raffinées qui veulent entendre les voix originales des comédiens. Je comprends cela. Cependant, il ne faut jamais oublier que le cinéma est un art populaire, pour les masses. Je trouve très important que les gens puissent avoir accès à ces films grâce à un doublage. Le public américain perd beaucoup à ne pas être exposé à d'autres films. »

## Vocabulaire associé
- Bande rythmo (graphique) : bande à l'origine calligraphiée, aujourd'hui numérique, défilant sous l'écran et dont le texte est en synchronisme parfait avec les mouvements des lèvres des personnages.
- Doubleur : Selon le Glossaire de la traduction audiovisuelle le terme ne désigne ni un auteur de doublage, ni un comédien de doublage (que l’on désigne sous le simple terme de « comédien »), mais l’entreprise de postproduction chargée du doublage d’une œuvre audiovisuelle[30]. Cependant, cette affirmation est contredite par à la fois le Larousse, qui indique que le mot Doubleur désigne couramment un « Comédien qui double les films étrangers »[31] et par l'Universalis, qui indique à la définition Doubleur « celui qui double dans un film, soit en remplaçant l'acteur, soit en lui prêtant sa voix »[32]. Les termes doubleur de voix ou doubleur vocal sont également employés pour désigner l'acteur assurant le doublage d'une œuvre et pour traduire l'anglais voice actor[33],[34],[35].

- Version française (VF) : version doublée en français. Depuis l'apparition de doublages réalisés au Québec et en Belgique, on lui substitue régulièrement les termes suivants :
  - Version francophone française (VFF) : doublage francophone réalisé en France, également parfois appelé « true French »[36] ou « véritable version française » (VVF).
  - Version francophone québécoise (VFQ) : doublage francophone réalisé au Québec, généralement dans un français international, c'est-à-dire sans accent discernable, mais où quelques expressions québécoises peuvent subsister. Ces quelques expressions permettent de distinguer la VFF de la VFQ, ainsi que les mots d'origine anglaise qui sont généralement prononcés « à la française » dans la VFF et avec un accent nord-américain dans la VFQ. Ne pas confondre avec la version québécoise (VQ), où l'accent québécois est marqué et qui comporte davantage d'expressions typiquement québécoises (exemple : Les Simpson). Il est parfois demandé à des actrices françaises d'imiter la VQ , comme en témoigne en 2021 Paloma Dumaine, qui assure la voix du personnage principal à 12 ans du film Aline de Valerie Lemercier [37]

- - Version francophone belge (VFB) : doublage francophone réalisé en Belgique.

- Version internationale (VI) : piste sonore comprenant tous les « effets » (ambiances, bruitages, musiques). Cette piste, fournie par le producteur ou recréée en studio, est mixée avec les dialogues français pour obtenir le produit final.

- Version multilingue (VM) : diffusion simultanée de la VO et de la VF sur deux pistes sonores séparées, avec sous-titrage français optionnel. Système adopté par toutes les chaînes cinéma des groupes Canal+ et La TV d'Orange, plusieurs chaînes thématiques (Jimmy, Comédie+, Syfy, Série Club, Paris Première, etc.) et plus récemment certaines chaînes gratuites de la TNT (TF1, M6, Arte, W9, TMC, TFX).

- Version originale (VO) : piste sonore dans la langue d'origine, en son direct ou postsynchronisé, servant de référence pour le doublage.

- Version originale sous-titrée (VOST) : piste sonore dans la langue d'origine, avec sous-titres. La langue des sous-titres peut être précisée dans l'abréviation. Ex. « VOSTF » ou « VOSTFR » signifient « version originale sous-titrée en français »[38].

- Version québécoise (VQ) : voir Version francophone québécoise (VFQ).

- Voxographie : liste d'œuvres audiovisuelles (cinéma, télévision, jeux vidéo, etc.) auxquelles un comédien ou une comédienne a prêté sa voix[39],[40],[41], constituant ainsi une sorte de « filmographie vocale ». Ce néologisme construit à partir du mot latin vox (« voix ») et du suffixe d'origine grecque -graphie (γραφία / graphía, « écriture »[42]) peut également s'étendre aux traductions en voice-over[43] et aux prestations radiophoniques. L'équivalent en anglais est le néologisme « voxography » défini comme « list of voice acting by a voice actor »[44] (« liste des interprétations vocales d'un comédien de doublage »).
- Voxophile : Personne qui s'intéresse au doublage (terme récemment rentré dans le langage courant)[45]